# Житен (област София)
Вижте пояснителната страница за други значения на Житен.
Жѝтен е село в район „Нови Искър“ в Столична община, област София - град. Намира се в западна България.

## География
Селото се намира в северозападната част на софийското поле в полите на Стара планина. Разстоянието от околовръстния път до него е 5 км. До центъра на София разстоянието е 15 km. На изток е разположено село Доброславци. На юг е разположен Мрамор.
На север съвсем близо е с Голяновци.На запад и в самото село тече Крива река.

## История
В средата на 20-те години на XX век, по инициатива на Янаки Моллов, в Житен е реализирана експериментална програма с държавно финансиране за създаване на модерни („образцови“) земеделски стопанства.

## Редовни събития
- Съборът на селото е на 21 септември - Рождество Богородично по стар стил.[3]
- Храмовият празник на селото е на 8 септември - Рождество Богородично по календара на Българската православна църква.

## Транспорт
Селото се обслужва от 2 автобусни линии: 28, 31.

## Други
На Житен е наречена улица в квартал „Надежда III“ в София (Карта).

## Галерия
- Центърът на село Житен
- Паметна плоча на загиналите през войните жители на село Житен
- Чешма в центъра на селото